# Automobile Club basco-béarnais
Pour les articles homonymes, voir Automobile Club et ACBB.
L'Automobile Club basco-béarnais (ACBB), anciennement Automobile Club du Béarn, est une association française de défense des usagers de la route fondée par William Knapp Thorn et Georges Nitot et basée dans le département des Pyrénées-Atlantiques.
Célèbre pour avoir organisé les premières grandes courses automobile du Sud-Ouest en France (en particulier le Grand Prix de Pau en 1901), sa création en 1898, en fait l'un des plus vieux Automobile  Clubs de France.
Depuis 1945, l'ACBB a transféré l'organisation des épreuves de courses automobiles à une association sportive affiliée : l'Association Sportive de l'Automobile-Club Basco-Béarnais (ASACBB), structure distincte issue de l'Automobile-Club.

## Histoire

### 1898: création de l'Automobile Club du Béarn
À la Belle Époque, Pau est une ville hautement touristique et réputée pour son climat agréable. De nombreux riches touristes, aristocrates et industriels de tous les pays (en particulier anglais et américains), y viennent pour passer leurs vacances. La capitale du Béarn est alors l'une des rares villes à voir rouler quelques automobiles en son centre. En 1898, le célèbre jockey américain William Knapp Thorn, installé à Pau  entreprend, avec la complicité du comte Georges Nitot, membre de l'Automobile Club de France (ACF), de réunir les propriétaires d'automobiles afin de promouvoir l'utilisation de ce nouveau moyen de transport, alors en plein développement. 
Le 18 octobre 1898, des invitations sont distribuées à plusieurs personnalités de la haute bourgeoisie paloise. Elles indiquent la tenue d'un rassemblement prévu 11 jours plus tard dans un café de la rue Bayard, située le long de la place de Verdun, lieu emblématique du centre-ville de Pau. La réunion du 29 octobre confirme la création de l'Automobile Club du Béarn, où le président de l'ACF Étienne van Zuylen van Nyevelt et son vice-président Jules-Albert de Dion sont tous deux nommés présidents d'honneur. Parmi ses membres-fondateurs les plus notables, on trouve l'homme politique Louis d'Iriart d'Etchepare, futur député des Pyrénées-Atlantiques et maire de Pau. 
L'Automobile Club du Béarn prend ses quartiers dans la villa du Bois-Louis. La construction du vélodrome de Pau, situé en face du pavillon, marque le début d'une cohabitation entre le cyclisme et l'automobile. Le terrain du vélodrome (qui deviendra stade Philippe-Tissié), sert autant de paddock pour les différentes éditions du Grand Prix automobile de Pau que d'aire de départ/arrivée pour les concurrents du Tour de France.

### 1899: premiers événements automobiles
L'année suivante, l'ACB organise sa première course entre Pau et Bayonne. Le 6 avril 1899, le Français Albert « Georges » Lemaître remporte la course Pau-Bayonne-Pau sur sa Peugeot 10 CV en 3 heures et 57 minutes à la moyenne de 52 kilomètres à l'heure.

## Liste des dirigeants de l'ACBB
|   | Années d'activités | Nom                            |
| - | ------------------ | ------------------------------ |
| H | 1898-1934          | Étienne van Zuylen van Nyevelt |
| H | 1898-1946          | Jules-Albert de Dion           |
| 1 | 1898 - ?           | William Knapp Thorn            |
| 2 | ? - ?              | M. Speackman                   |
| 3 | ? - ?              | M. Centhule de Béarn           |
|   | ? - ?              | Georges Charaudeau             |
|   | 1945- ?            | Henri Loustalan                |
|   | ? - 2001           | Henri Virmoux                  |
|   | 2001- actuel       | François Loustalan             |

## Association sportive de l'Automobile-Club Basco-Béarnais (A.S.A.C.B.B.)

### Évènements organisés avec l'ASACBB
| Epreuve                                      | Lieu              | Type                |
| -------------------------------------------- | ----------------- | ------------------- |
| Rallye des Collines d'Arzacq et du Soubestre | Arzacq-Arraziguet | Rallye tout-terrain |
| Coupe de France des Circuits de Pau Arnos    | Arnos             | Circuit asphalte    |
| Grand Prix de Pau                            | Pau               | Circuit asphalte    |
| Grand Prix de Pau historique                 | Pau               | Circuit asphalte    |
| Rallye du Barétous                           | Lanne-en-Barétous | Rallye tout-terrain |
| Rallye du Béarn                              | Nay               | Rallye tout-terrain |
| Rallye Orthez Béarn                          | Orthez            | Rallye tout-terrain |
| Rallye des Cimes                             | Licq-Atherey      | Rallye tout-terrain |

### Pilotes notables licenciés à l'ASACBB
- Nicolas Prost
- Sacha Fenestraz
- Mike Parisy
- Gaëtan Paletou
- Laurent Cazenave
- Didier Moureu

### Sources
1. ↑  « L'un des plus anciens automobile club en France », sur automobileclub64.org.